# Celelalte Cuvinte
Celelalte Cuvinte este o formație românească de muzică rock din Oradea, înființată în decembrie 1981 la Timișoara.

## Biografie
Celelalte Cuvinte au debutat în decembrie 1981, iar activitatea sa continuă și astăzi. Deși, în general, Celelalte Cuvinte este considerată o trupă de heavy metal, de-a lungul vremii au fost abordate și genuri precum doom metal în albumul Armaghedon – un element inedit chiar și în ziua de azi în lumea muzicală românească, influențe ale sale fiind prezente și în albumul Destin al trupei Cargo – sau, ulterior, rock alternativ – în albumul Ispita. În 2008, trupa lansează albumul Stem, formația oferind fanilor posibilitatea de a asculta două piese de pe el („Stem” și „Zmeie”, primul single de pe noul album) pe pagina Myspace proprie, cu două săptămâni înainte de lansarea albumului. Celelalte Cuvinte a fost prima formație din România care a făcut acest lucru.
Celelalte Cuvinte este prima trupă din România care, după plecarea formației Phoenix din țară, a atras într-adevăr atenția publicului cunoscător de muzica elaborată. Prin albumul Armaghedon, formația ocupă un loc important și în underground-ul rockului românesc. 
În 2011 formația a susținut un turneu aniversar, cu ocazia împlinirii a 30 de ani de activitate. Celelalte Cuvinte au cântat la București pe 8 decembrie 2011, în fața a peste 4.000 de spectatori veniți la Sala Palatului pentru un concert-eveniment de trei ore. De asemenea, trupa a susținut un turneu pentru a aniversa 35 de ani de activitate în perioada 2016–2017 și un altul în perioada 2018–2019 pentru a aniversa 30 de ani de la lansarea „albumului cu pătrățele”.
Trupa a concertat pro bono (gratuit) la ediția a 8-a a Festivalului FânFest (Roșia Montană, 2013), în cadrul campaniei „Salvați Roșia Montană”. În 2014 a lansat Trup și suflet, un album live acustic, în formate CD și DVD.
În 2019, Celelalte Cuvinte a lansat dublul album Electric Live, înregistrat cu ocazia aniversării de 30 de ani de la Sala Palatului, în care interpretează integral suita „Oglinda”. În anul 2020, Tiberiu Pop, care făcea parte din trupă încă din 1986, părăsește formația, în locul lui venind Marius (fiul lui Călin Pop), la chitară și voce.
În decembrie 2021 se împlinesc patru decenii de activitate a trupei, iar perioada următoare este marcată de concerte în mai multe orașe și de pregătirea unui nou material discografic de creație, anunțat încă din toamna lui 2021, când apar primele melodii: „Clepsidra fără nisip” (care inițial trebuia să dea și numele discului) și „Aproape cerul” (într-o variantă scurtă). Pe parcursul lui 2022, sunt publicate noi piese: „Nesupus” în februarie, „Plecând încet” în martie, „Muza mea” în mai și „Lumea asta” în septembrie. Noul album, intitulat Lumea asta este lansat în martie 2023, pe compact disc, dublu vinil și online. Călin Pop l-a caracterizat ca fiind „deloc departe de vremurile vechi, rock metal cu anumite sonorități mai proaspete”.

## Componență
- Călin Pop – vocal, chitară, blockflöte (1981–prezent)
- Marcel Breazu – chitară bas, voce (1981–prezent)
- Leontin Iovan – baterie (1981–prezent)
- Marius Pop – chitară, voce (2020–prezent)
- Ovidiu Roșu – sunet, ocazional vioară (1981–prezent)

### Foști membri
- Tiberiu Pop – claviaturi, voce (1986–2020)
- Radu Manafu – chitară, voce (1981–1996)

## Discografie
| Titlul albumului                                      | Tip              | An   | Casă de discuri și serie de catalog     | Suport                       | Nr. piese | Ediții reeditate și alte observații                                                                                     | Note          |
| ----------------------------------------------------- | ---------------- | ---- | --------------------------------------- | ---------------------------- | --------- | --- | ------------- |
| Formații rock 8                                       | compilație/split | 1985 | Electrecord ST-EDE 02782                | vinil 12"                    | 4         | Bonus pe reeditările pe CD Celelalte Cuvinte I.                                                                         | [ 4 ]         |
| Celelalte Cuvinte I                                   | album de studio  | 1987 | Electrecord ST-EDE 03137 / STC 00458    | vinil 12", MC                | 7/11      | 2006, CD (Electrecord – EDC 742) 2017, CD (Soft Records – SFTR-044-2)                                                   | [ 5 ] [ 6 ]   |
| Celelalte Cuvinte II                                  | album de studio  | 1990 | Electrecord ST-EDE 03712 / STC 00623    | vinil 12", MC                | 7/9       | 2006, CD (Electrecord – EDC 743)                                                                                        | [ 7 ]         |
| Se lasă rău                                           | album de studio  | 1992 | Toji Productions & Eurostar CDS-CS 0103 | vinil 12"                    | 7         | Programat a fi reeditat pe vinil la sfârșitul lui 2023.                                                                 | [ 8 ]         |
| Hit-uri                                               | compilație       | 1994 | Studio Recording Soft System            | MC                           | 10        | — | [ 9 ]         |
| Armaghedon                                            | album de studio  | 1994 | Vivo CDVR 002 / VR 018                  | CD, MC                       | 8         | 2007, CD (ProMusic Productions – PM 025) 2014, CD (autoprodus/independent) 2021, vinil 12" (Loud Rage Music – LRM001LP) | [ 10 ] [ 11 ] |
| Vinil Collection                                      | compilație       | 1996 | Electrecord EDC 214 / STC 001203        | CD, MC                       | 13        | — | [ 12 ]        |
| Ispita                                                | album de studio  | 1997 | Zone Records 9704108-4                  | MC                           | 10        | 2020, CD/streaming (Roton – 5739-2) 2022, vinil 12" (Trei Bețivi)                                                       | [ 13 ] [ 14 ] |
| NOS                                                   | album de studio  | 2004 | Intercont Music IMCD 1225 / IMMC 1225   | CD, MC                       | 9         | — | [ 15 ]        |
| Stem                                                  | album de studio  | 2008 | TVR Media                               | CD                           | 13        | — | [ 16 ]        |
| Un sfârșit e un început – Muzică de colecție, Vol. 69 | compilație       | 2008 | Jurnalul Național & Electrecord         | CD                           | 14        | — | [ 17 ]        |
| Trup și suflet – Live acustic la Cinema Patria        | album în concert | 2014 | autoprodus/independent                  | CD, DVD                      | 13        | Înregistrat la Cinema Patria, București, 18 octombrie 2013.                                                             | [ 18 ]        |
| Electric Live                                         | album în concert | 2019 | Universal Music România                 | 2 x CD, streaming            | 17        | Înregistrat la Sala Palatului, București, 8 decembrie 2011.                                                             | [ 19 ]        |
| Lumea asta                                            | album de studio  | 2023 | Universal Music România                 | CD, 2 x vinil 12", streaming | 10        | — | [ 20 ]        |